# Ульгю
Ульгю (кирг. Үлгү) — село в Сузакском районе Джалал-Абадской области Кыргызстана. Входит в состав Барпынского айылного аймака.

## География
Село расположено в юго-восточной части области, к северу от реки Чангет, на расстоянии приблизительно 6 километров (по прямой) к востоку от села Сузак, административного центра района. Абсолютная высота — 727 метров над уровнем моря.

## Население
Согласно оценочным данным Национального статистического комитета Кыргызской Республики, численность населения села на начало 2023 года составляла 2368 человек.
| год     | 2009 | 2014 | 2015 | 2020 | 2021 | 2023 |
| ------- | ---- | ---- | ---- | ---- | ---- | ---- |
| человек | 1793 | 2096 | 2130 | 2259 | 2296 | 2368 |